# Franziskanerkloster Speyer
Das Franziskanerkloster war ein in der Kernstadt von Speyer gelegener Konvent der Franziskaner, der 1221:34 oder 1230 südlich der Moritzpfarrkirche und nordöstlich des Allerheiligenstifts errichtet wurde. Heute steht dort das Gebäude des Stiftungskrankenhauses.

## Geschichte
Das Speyerer Franziskanerkloster geht auf Cäsarius von Speyer zurück, der aus Speyer stammte und ab 1221 als erster deutscher Provinzial des 1210 gegründeten Ordens wirkte. Um 1222 erhielten die Franziskaner vom Speyerer Bischof Konrad III. von Scharfenberg das Leprosenhaus, das sich in der Nähe der Stadtmauer befand, als Unterkunft. Der erste Guardian des Klosters war Bruder Johann. An Mariä Geburt (8. September) 1223 hielt im Leprosenhaus der zuvor in Assisi zum neuen Provinzial ernannte Bruder Albert von Pisa ein Ordenskapitel ab, bei dem die Custoden für die verschiedenen deutschen Ordensbezirke ernannt wurden. Aufgrund einer Rede, die der spätere Provinzial Johann de Plano Carpinis in Speyer hielt, erhielten die Franziskaner noch weitreichendere Unterstützung durch den Bischof. Dieser gab ihnen die Erlaubnis, im Bistum Speyer zu predigen und Beichten abzunehmen. Diese Unterstützung ermunterte den Speyerer Canonikus Mitter schließlich, den Franziskanern im Jahre 1224 seine Wohnung zu schenken. Ob und wie die Franziskaner diese nutzten, ist unklar. Sicher ist, dass sie auch 1230, als die das Vermögen des Bruders Colini erhielten, noch im Leprosenhaus wohnten.

### Bau der Klostergebäude
1230 erfolgte die Errichtung der Klosteranlage durch die Bürgerschaft der Stadt zwischen der damaligen Viehmarktgasse (heute Ludwigstraße), der Allerheiligengasse (heute Allerheiligenstraße zwischen Ludwigstraße und Abzweig Lindenstraße), der Herdgasse (heute Herdstraße) und einer nördlich der Petersgasse (heute Teil der Allerheiligenstraße) verlaufenden Gasse, die wegen des Klosters später den Namen Brudergasse erhielt. Zu der Anlage erhielten die Franziskaner von der Bürgerschaft zusätzlich einige Stiftungen.
Im Verlauf vieler Jahre wuchsen die Besitztümer des Klosters, sodass es schließlich Besitzungen in Berghausen, Diedesfeld, Dudenhofen, Hanhofen, Mühlhausen und Rupertsberg hatte. 1260 tauschten die Brüder vom Domkapitel den Frohnhof ein und bekamen von Haverne eine Tonne Heringe geschenkt. Im Rahmen des Armutsstreits im Franziskanerorden zwischen den Observanten und den Konventualen schlossen sich die Brüder des Speyerer Klosters bei der Teilung des Ordens 1517 den Konventualen (Minoriten) an, denen Eigentum erlaubt war. Um das Jahr 1500 war die Stadt Speyer sehr daran interessiert, dass die Franziskaner die strenge Observanz übernähmen, da die Stadt die Kontrolle über die Güter des Klosters anstrebte; die Speyerer Franziskaner konnten sich dem jedoch mit Unterstützung ihrer Ordensprovinz erfolgreich widersetzen.
Ebenso wie die Dominikaner waren die Franziskaner in der Bevölkerung lange Zeit sehr angesehen. Dies führte dazu, dass die Franziskaner und Dominikaner in Speyer bleiben durften, obwohl alle Geistlichen, sogar der Bischof, 1421 infolge von Streitigkeiten mit dem Rat durch die Bürgerschaft vertrieben wurden. Infolge dieser Vertreibung wurde Speyer ab dem Johannisabend (24. Juni) von Truppen des Bischofs von Speyer, der Kurfürsten von der Pfalz, von Trier und von Mainz und des Erzbischofs von Salzburg belagert. Diese Belagerung musste aber wegen eines kaiserlichen Befehls aufgegeben werden.:S. 87

### Der Sittenverfall und seine Folgen
Am Ende des 16. Jahrhunderts verfielen die Sitten der zwei oder drei verbliebenen Brüder – früher waren es zeitweise 60 gewesen – sehr stark. Sie überließen die Gebäude dem Verfall, verschleuderten das Vermögen, ignorierten ihre Pflicht zum Gottesdienst und überließen sich der Trunkenheit und „den größten Ausschweifungen“:237, was einen schlechten Einfluss auf die Klarissen im St.-Klara-Kloster in Altspeyer hatte und sie zum Gespött der Protestanten machte, weshalb die Katholiken sehr verärgert waren. Als Papst Gregor XIII. davon hörte, ordnete er durch seine Bulle vom 9. Juli 1580, die zu Remlings Zeit im Kreisarchiv (heute Landesarchiv, sofern nicht im Zweiten Weltkrieg zerstört) lagerte, die Auflassung des Klosters und die Übergabe sämtlicher Besitzungen an den Bischof von Speyer an, der zugleich die Vollmacht erhielt, „die entarteten Mönche“:237 zu entlassen und im Kloster innerhalb eines Jahres eine katholische Jungenschule einzurichten. Diese Bulle wurde am 9. September 1580 von Kaiser Rudolph II. bestätigt, aber, vermutlich durch das Eingreifen des Ordensoberen, nicht ausgeführt. Nachdem wieder Ordnung eingekehrt war, erhielt das Kloster erneut reiche Zuwendungen. Besonders wichtig war das Vermögen, das ihnen der Sexpräbendar Rudger Eding(er) 1598 überließ, da es durch dieses möglich war, wieder 20 Brüder aufzunehmen.

### Neubau des Klosters
In den folgenden Jahren verfiel das Kloster aufgrund der zu geringen Einkünfte weiter. Um einen Neubau zu finanzieren, baten die Brüder beim Bischof um Erlaubnis, im Bistum Geld sammeln zu dürfen. Diese Erlaubnis erteilte schließlich Bischof Philipp Christoph im Jahr 1629. Im Jahr 1630 erlaubte der Bischof dem Guardian Johann Ludwig a Musis, der zugleich Provinzial der Oberdeutschen (Straßburger) Franziskanerprovinz (Provincia Argentina) war, zu der Speyer gehörte, Geld für die Einrichtung eines philosophischen Lehrstuhls zu sammeln. Allerdings scheint die Sammlung für den Neubau, wohl auch wegen der unruhigen Zeiten, nur wenig Geld gebracht zu haben, da Bischof Johann Hugo von Orsbeck im Jahr 1679 eine weitere Erlaubnis für eine Sammlung zum Neubau des baufälligen Klosters gab. 1677 wurde hier die Adelige Agnes Apollonia Elisabeth von Neuneck, letzte Angehörige ihres Geschlechtes und Kanonissin in Münsterbilsen, beigesetzt.
Beim Stadtbrand 1689 brannte das Kloster bis auf die Grundmauern nieder, sodass die Brüder wie die übrigen Bewohner die Stadt verlassen mussten. Nach der Rückkehr der Brüder erschien ein Neubau, für den sie sich sehr stark einsetzten, unbedingt nötig. Zur Finanzierung desselben erhielten sie am 5. April 1698 von Bischof Johann Hugo einen neuen Sammelbrief, welcher von Damian Hugo Philipp von Schönborn 1722 bestätigt wurde. 1735 wurde das Kloster fertiggestellt und die Kirche geweiht.

### Die französische Revolution
Wegen des Ausbruchs der französischen Revolution kamen am 2. August 1792 kaiserliche Truppen von Schwetzingen nach Speyer und nutzten alle Klöster als Unterkunft oder Lazarett. Nur das Klara-Kloster blieb von einer Umnutzung verschont, musste aber im Gegenzug die im Lazaretthaus „am Wormserthore“,:S. 260 dem früheren Heilig-Grab-Kloster, untergebrachten acht Feldbäcker samt Familien versorgen. Der Truppenkern zog bereits wenige Tage später in Richtung Frankreich ab, sodass nur noch 3000 aus Mainz und Ungarn stammende Männer in Speyer blieben.
Der Untergang des Klosters begann mit der Belagerung Speyers durch französische Truppen unter General Custine, die am 30. September 1792 um die Mittagsstunde begann und mit der Eroberung wenige Tage später endete. Die erste schwerwiegende Folge der Eroberung war die Anweisung von General Custine, mit der er am 10. Oktober alle Ordensbrüder und Nonnen auf das Kriegskommissariat rief und ihnen dort mitteilen ließ, dass sie innerhalb von 24 Stunden 2100 Gulden zu zahlen hätten. Im Gegensatz zu den Klarissen gelang den Franziskanern die Zahlung der geforderten Summen offenbar nicht, da der Beichtvater der Nonnen, ein franziskanischer Ordenspriester, als Geisel nach Landau in der Pfalz verschleppt wurde. Nach der später dennoch erfolgten Zahlung wurde er wieder freigelassen. Schon am nächsten Tag verließen die Franzosen nach 10 Tagen die Stadt und zogen in ihr Lager bei Edesheim und Rußdorf. Während ihres Aufenthalts hatten die Truppen die österreichischen Proviant-Magazine geleert beziehungsweise zerstört, alle Schiffe in Brand gesetzt und Teile der Stadtmauer abgerissen und die Gräben aufgefüllt. Die Truppen rückten am 18. Oktober nach Mainz vor und übernahmen die Festung. Kurz danach kamen erneut französische Truppen nach Speyer, die am 12. November alle Nahrungsmittel der Klöster aufnahmen. Am 13. November wurde der erste Freiheitsbaum aufgestellt. Am 25. November wurde die alte Verwaltung aufgelöst, der Ratskonsulent Petersen zum Maire ernannt und ein weiterer Freiheitsbaum aufgestellt. Auch unter den Franziskanern wuchs ebenso wie unter den Klarissen nun die Angst, ähnlich wie die Klöster in Frankreich all ihre Besitzungen zu verlieren. Es war aufgrund der Bewachung unmöglich, wertvolle Objekte über den Rhein zu bringen.
Für die Bewohner der Stadt wuchsen die Lasten, die durch die Einquartierung entstanden, und auch das rohe Benehmen der Soldaten stellte eine große Last dar. Darüber hinaus konfiszierten die Soldaten Schilder und sperrten die Läden. Ähnlich wie die Klarissen wurden wahrscheinlich auch Karmeliten gezwungen, ein genaues Verzeichnis des Eigentums, von Schuldbriefen und Einkünften des Klosters zu erstellen und an die Administration in Mainz zu schicken. Darüber hinaus erhielten sie von der Mairie den Befehl, einen Eid auf die Zivilverfassung des Klerus abzulegen, was sie wahrscheinlich ablehnten. Dieser Schwur fand für die Katholiken in der Franziskanerkirche statt und für die Protestanten in der lutherischen Kirche. Nachdem der Befehl am 27. Februar für die Geistlichkeit wiederholt worden war, flohen die Geistlichen heimlich und verkleidet in der Nacht.
Da preußische und österreichische Truppen näher kamen, begannen die Republiktreuen alles, was sie transportieren konnten, wegzufahren, und zündeten am 31. März, dem Ostersonntag 1793, die Heu- und Strohmagazine an. Auch das Franziskanerkloster wollten sie anzünden, ließen sich aber durch Bestechung davon abhalten. Gegen drei Uhr zogen schließlich österreichische Truppen mit etwa 7.000 Mann in Speyer ein, am 2. April kamen zusätzlich 5.000 Soldaten aus der Landgrafschaft Hessen-Darmstadt mit ihrem Landgrafen und General Wurmser in die Stadt. Ihnen folgten über die folgenden Tage verteilt weitere Truppen und Gefangene. Im Franziskanerkloster lagerten damals 180 Kanoniere, deren „Pferde die Kreuzgänge verwüsteten“:S. 266, während das Heu für die Pferde in der Kirche lagerte. Am 21. Mai schien wieder Ordnung einzukehren, denn der alte Stadtrat wurde wieder eingesetzt und die Revolutionsordnung damit abgeschafft. Am 27. Juni erlitten die Franzosen bei Germersheim und der Johanniterkomturei Hainbach eine schwere Niederlage. Doch dieser Sieg der Deutschen Truppen bedeutete nicht, dass die Franziskaner und viele Ordensmänner in ihr Kloster zurück durften, da es nun Gefängnis für 225 Franzosen war und die Kirche weiterhin als Heumagazin diente. Die drei verbliebenen Patres und ein Laienbruder mussten sich eine andere Unterkunft suchen.
Der Frieden erwies sich letztlich als trügerisch, da man am 28. Dezember 1793 überall in der Stadt hörte, dass sich die deutschen Truppen nach ihrer Niederlage bei Salmbach zurückzogen. Infolge dieser Nachrichten flohen viele Menschen, wahrscheinlich auch die drei Franziskaner, den Rhein entlang. Am Abend, als die Franzosen Speyer bereits erobert hatten, überquerten schließlich bei Mannheim die kaiserliche Reserveartillerie und 2000 Menschen mit unzähligen Fuhrwerken den Rhein. Die drei Brüder, der Guardian Bernhard Weck († 1803 in Würzburg) und die Patres Friedrich Hoffmann und Martialis Kirsch gelangten in das Kloster in Würzburg.

### Ende des Klosters
Als am 22. Mai 1794 deutscher Truppen den Rhein überquerten und am 25. Mai die Franzosen aus Speyer vertrieben, kehrten möglicherweise einige Franziskaner zurück. Doch bereits am 14. Juli wurde Speyer erneut von französischen Truppen, welche die besiegten österreichisch-preußischen Truppen verfolgten, erobert.:S. 260–272 Die Auflösung des Klosters, die Übergabe der Kirche als Pfarrkirche an die Katholiken und die Verpachtung des übrigen zu Nationaleigentum erklärten Klostereigentums erfolgte möglicherweise bereits nach der endgültigen Eroberung Speyers, wahrscheinlich aber erst nach dem 21. März 1797, als Speyer offiziell Teil der Französischen Republik wurde.
Am 21. November 1804 wurde schließlich das Gelände des „Rekollekten-Klosters in der Thiermaktgasse“ mit Ausnahme der Kirche, welche weiterhin als Pfarrkirche dient, an den vorherigen Pächter Theopilus Fesenbeck für 4225 Gulden verkauft. Auch die Ländereien des Klosters wurden an Privatleute, meist die vorherigen Pächter, verkauft.
1806 erfolgte die Fusion der Franziskanerpfarrei mit der Pfarrei der Jesuitenkirche und mit der Hauptpfarrei in der Kapuzinerkirche St. Ägidius. Diese neue Gesamt-Stadtpfarrei erhielt als Pfarrkirche den infolge der Revolution verwüsteten Dom, dessen Wiederherstellung Napoleon mit einem am 23. September in Saint-Cloud bei Paris unterzeichneten Dekret erlaubte und die aus dem Verkauf der Kapuzinerkirche St. Ägidius, der Franziskanerkirche und der Jesuitenkirche finanziert werden sollte. Die so erworbenen Geldmittel genügten aber nur für eine grobe Ausbesserung der Schäden, sodass der Gottesdienst weiterhin in der Klosterkirche von St. Magdalena stattfand.:S. 145–146 Nach dem Verkauf folgte noch im gleichen Jahr der Abriss der Franziskanerkirche.:S. 53 Das leerstehende Kloster wurde möglicherweise bereits zuvor gemeinsam mit dem benachbarten Moritzstift abgebrochen.:111–112
Im Jahre 1834 zog schließlich das Bürgerhospital (bis 1798 St.-Georg-Spital) in die seit 1828 südlich des ehemaligen Klosters errichteten Gebäude.:S. 79

## Heutige Überreste
Heute erinnern nur noch die Mönchsgasse und die Brudergasse an das Kloster. Auf dem Stadtplan von 1730, auf dem das Kloster verzeichnet ist, wird es als Barfüßerkloster bezeichnet. Bildliche Darstellungen gibt es auf einem Holzschnitt des Jahres 1550 aus Sebastian Münsters Cosmographia, auf einem Kupferstich aus Frans Hogenbergs Civitates Orbis Terrarum von 1537, einer ähnlichen aus dem Jahre 1600 stammenden Stadtansicht und auf der aus dem Jahr 1637 stammenden Stadtansicht von Matthäus Merian. Sehr gut zu erkennen ist die Anlage auf Philipp Stürmers Bild Die Freie Reichsstadt Speyer vor der Zerstörung im Pfälzischen Erbfolgekrieg 1689.

## Klostergelände
Das Klostergelände erstreckte sich ursprünglich von der heutigen Ludwigstraße im Norden, bis zur Herdstraße im Osten, der Brudergasse im Süden und der Allerheiligenstraße im Westen. Da die Brudergasse um 1335 als alte Brudergasse bezeichnet wird, geht man davon aus, dass das Klostergelände möglicherweise verkleinert wurde und so eine neue Brudergasse, die heutige Mönchsgasse entstand. Auf dem Stadtplan von 1730 heißt die Brudergasse Uhrenmachergasse, während die Mönchsgasse als Bruder- oder Münchengasse bezeichnet wird, wobei München ein Synonym für Barfüßer oder Franziskaner war. 1773 heißt die heutige Brudergasse Brudergasse sive Uhrenmachergasse. Neben diesen Gassen erinnerte auch das von der Allerheiligengasse auf halber Strecke zwischen Viehmarktgasse und Mönchsgasse abzweigende heute nicht mehr vorhandene Franziskanerschlupfgässchen an das Kloster.
Nach dem Ende des Franziskanerklosters wurde südlich davon das im 20. Jahrhundert abgerissene Bürgerhospital errichtet, während auf dem Areal der Kirche ein Garten lag. An dieses Spital erinnert nur noch die Spitalgasse, welche die Ludwigstraße und die Herdstraße verbindet und damals zum Eingang des Spitals führte. Am Ort des Spitals wurde anschließend das Gebäude des Stiftungskrankenhauses erbaut, das aber nach der Fusion mit dem Diakonissenkrankenhaus leersteht.
Gemäß einer Karte aus dem Pfalzatlas von 1967, die Speyer im Jahr 1525 zeigt, bestand das Kloster aus einer geosteten Kirche, an deren Südwand sich ein annähernd quadratisches Gebäude mit einem fast quadratischen Hof, offenbar der Kreuzgang, anschloss. Nördlich der Kirche lag der Friedhof des Klosters. Die Kirche des Klosters bestand aus einem Langhaus, an dessen Ostseite sich der Chor anschloss. An der Nordseite lag wohl eine Art Seitenschiff, auf dessen Ostwand man offenbar von dem von der Herdstraße kommenden Teil der heutigen Spitalgasse blickte. Diese Gasse bildete einen der Zugänge zum Klosterareal.
Gemäß dem Merianstich, der die Stadt von Südosten zeigt, von 1637 wurde das Dach der Kirche von einem Dachreiter bekrönt. Auf dieser Stadtansicht trägt das als Barfüßerkloster bezeichnete Kloster die Nummer 4 und befindet sich rechts eben dem Marxtor (Nummer 3), dem einzigen höheren Stadtturm am linken Rand.
Für die 1735 geweihte Kirche gibt Remling für das Kirchenschiff 154,25 Schuh Länge und 64,5 Schuh Breite an, für den Chor gibt er 70 Schuh Länge und 31 Schuh Breite an.:S. 238 Anm. 8 Geht man davon aus, dass mit Schuh, der am Altpörtel angebrachte Speyerer Normalschuh mit einer Länge von 28,889 cm gemeint ist, ergibt sich für das Kirchenschiff eine Länge von etwa 44,56 m und eine Breite von 18,63 m und für den Chor eine Länge von 20,22 m und eine Breite von 8,95 m.